# Starhawk
Miriam Simos, meglio conosciuta come Starhawk (Saint Paul, 17 giugno 1951), è una saggista e attivista femminista e tra le più note tealoghe nel mondo.
È una delle teoriche più conosciute del neopaganesimo e dell'ecofemminismo, ed è la cofondatrice del reclaiming, una tradizione magica neopagana creata alla fine degli anni settanta.
Attivista per la non violenza, il femminismo, l'ecologia ed il movimento no global, si definisce come una pioniera nella riscoperta di una spiritualità basata sulla terra e sulla religione della Dea. Collabora con il Washington Post, nella rubrica On faith, ed è una promotrice della Permacultura.
Nel 2007 a Palermo in un workshop di tre giorni, Starhawk per la prima volta in Italia ha presentato Il canto della sirena, storia sacra per uomini e donne e nel 2010 Starhawk in un altro workshop di tre giorni a Palermo dedicato all'isola di Sicilia con Demetra e Kore: un viaggio di rigenerazione.

## Pubblicazioni
- The Spiral Dance|The Spiral Dance: A Rebirth of the Ancient Religion of the Great Goddess (1979, 1989, 1999)
- Truth or Dare (1988)
- The Fifth Sacred Thing (1993)
- Dreaming The Dark|Dreaming the Dark: Magic, Sex, and Politics (1982, 1988, 1997),
- Walking to Mercury (1997)
- Webs of Power: Notes from the Global Uprising (2003)
- The Earth Path (2004)
- con M. Macha Nightmare[8] e il Reclaiming Collective, The Pagan Book of Living and Dying (1997).
- con Anne Hill and Diane Baker, Circle Round: Raising Children in the Goddess Tradition (1998).
- con Hilary Valentine, The Twelve Wild Swans: A Journey Into Magic, Healing and Action (2000) .

### Opere pubblicate in Italia
- 1996, La quinta cosa sacra, Tea, ISBN 978-88-7818-035-2
- 2002, La danza a spirale, Macro edizioni, ISBN 978-88-7507-395-4
- 2005, Il sentiero della terra, Macro edizioni, ISBN 978-88-7507-597-2
- 2015, ll sentiero della terra. integrarsi con i ritmi della natura, Venexia editrice

## Film e musica
Starhawk ha contribuito alla realizzazione di Signs Out of Time: The Story of Archaeologist Marija Gimbutas, un documentario sulla vita di Marija Gimbutas, realizzato insieme a Donna Reed, oltre che a video quali Goddess Remembered, The Burning Times, e Full Circle (Women and Spirituality). Ha partecipato inoltre alla realizzazione dei Cd Chants: Ritual Music.